# Dmitrij Swiatopołk-Mirski (1890–1939)
Dmitrij Swiatopołk-Mirski (ur. 1890, zm. 1939) – rosyjski krytyk literacki, poeta, pisarz, literaturoznawca i tłumacz.

## Życiorys
Urodził się w 1890 r. jako syn wojskowego i wysokiego urzędnika carskiego Piotra księcia Swiatopołk-Mirskiego. Odebrał edukację domową. Jako sześciolatek zwiedził Wielką Brytanię. Podjął naukę w liceum Katkowa w Moskwie, a potem w gimnazjum w Sankt Petersburgu. W tym okresie był nie tylko miłośnikiem literatury, ale także autorem wierszy. Na Uniwersytecie w Petersburgu studiował języki chiński i japoński, ale studiów nie ukończył, gdyż zaciągnął się do służby w regimencie lejbgwardii i w 1912 r. dostał awans na pierwszy stopień oficerski. W 1914 r. przeszedł do rezerwy i wrócił na uczelnię, gdzie zdał egzaminy końcowe i otrzymał nawet propozycję asystentury.
Po wybuchu I wojny światowej został zmobilizowany i skierowany na front. Ranny w 1915 r., ożenił się z nieznaną bliżej pielęgniarką w tajemnicy przed rodziną. Podczas oficerskiego spotkania w 1916 r. odmówił udziału w toaście na cześć cara, w efekcie czego został zesłany na front kaukaski. W 1917 r. ukończył Akademię Sztabu Generalnego, a w ostatnich miesiącach wojny przebywał w okupowanym tureckim Erzurum. W 1918 roku wrócił do rodzinnej posiadłości, a od jesieni tego samego roku uczył się na Uniwersytecie Charkowskim. Po zajęciu miasta przez bolszewików jego rodzina udała się na emigrację, a on sam wstąpił do wojsk Białych i służył w Kubańskim Korpusie Kawalerii, z którym walczył na stepach dońskich i pod Carycynem. Później jako sztabowiec korpusu gen. Maj-Majewskiego uczestniczył w walkach pod Orłem. Po walkach pod Czerkasami zachorował na tyfus. Wraz jednostką gen. Bredowa ewakuował się z Rosji i był internowany w Polsce.
Przetrzymywany w Poznaniu, zbiegł w kwietniu 1920 r. do Warszawy, skąd po parodniowym pobycie u krewnego udał dotarł do Austrii, a następnie do Grecji, gdzie spotkał rodzinę. W tym okresie pisał dla London Mercury i Nouvelle Revue Française, dzięki czemu zyskał środki na utrzymanie. Już latem 1921 r. przez Rzym i Paryż dotarł do Londynu, gdzie otrzymał posadę w King’s College na Uniwersytecie Londyńskim i jako etatowy pracownik zajmował się literaturą rosyjską. Od 1924 roku, dzięki poznaniu Virginii i Leonarda Woolfów, miał kontakt z grupą Bloomsbury, co skutkowało licznymi artykułami i przekładami. W 1925 roku wydał książki Modern Russian Literature, Contemporary Russian Literature 1881-1925 oraz Pushkin, a następnie pracował dwa lata nad opracowaniem historii literatury rosyjskiej A History of Russian Literature from its Beginnings to 1900.
Przez lata utrzymywał kontakt z eurazjanami, którzy zarzucali Zachodowi danie ideologicznego podkładu pod rewolucją bolszewików i preferowali Wschód, jako nieskażony zachodnimi ideami. W ramach tego ruchu należał do tej jego części, która uważała, że rewolucja była usprawiedliwiona, stąd konieczna rewizja dotychczasowych postaw. Po spotkaniu w 1927 roku z Gorkim w Sorrento jesienią 1929 r., podczas zbierania materiałów do biografii Lenina, zawiesił w swoim pokoju portret Stalina. Od tego czasu zintensyfikował korespondencję z Gorkim, zaczął rozważać powrót do Rosji, nawiązał kontakty z brytyjskimi komunistami, wstępując do partii. Jako działacz uczestniczył w szkoleniach, kolportował prasę i ulotki. i podjął się przekładu na angielski Materializmu i empiriokrytycyzmu Lenina. Jesienią 1931 r. w Nouvelle Revue Française opublikował artykuł o dorastaniu do wiary w bolszewizm. Jednocześnie pisał zarys książki The Intelligentsia of Great Britain. Wiosną 1932 r. odszedł z uczelni, a jesienią przypłynął do Leningradu.
Zamieszkał w Moskwie, gdzie pisał prace o bieżącej literaturze i filmach, drukował w periodykach literackich i gazetach codziennych. Po utworzeniu Związku Pisarzy nie zasiadał w jego władzach, a został zwykłym członkiem. W odróżnieniu od wielu sobie współczesnych nie miał domowej służby, auta, ani rządowej willi. Był nieprzeciętnie pracowitym i wybitnym krytykiem. W 1935 r. wyszła jego Intelligentia of Great Britain. W 1933 r. był w grupie pisarzy, którzy wyruszyli z Leningradu do Karelii, by wizytować budowę Kanału Biełomorskiego i znalazł się w gronie autorów księgi Kanał Białomorsko-Bałtycki imienia Stalina. Historia budowy, którą wydano w 1934 r. Po odsunięciu szefa GPU Jagody, nakład zniszczono. Jego ostatnią pracą literacką było przygotowanie 500-stronicowej antologii nowej poezji angielskiej, obejmującej kilkudziesięciu twórców, którą wydano już po jego aresztowaniu i bez jego nazwiska.
Został aresztowany w nocy 2 czerwca 1937 r. i osadzony na Butyrkach pod zarzutem utrzymywania kontaktów kontrrewolucyjnych z zagranicą. Wyrokiem z 28 lipca 1937 r. został zesłany do łagru. Po dotarciu do Władywostoku, popłynął na Sachalin i przez Morze Ochockie do Magadanu. Umieszczono go w podobozie Atka z przeznaczeniem do pracy przy wyrębie lasu. W grudniu 1938 r. przeniesiono go do obozu dla inwalidów. Od lutego 1939 r. był już niezdolny do pracy.
Zmarł 6 czerwca 1939 r. W 1961 r. mieszkająca w Moskwie siostra Olga skierowała do Prokuratora Generalnego ZSRR wniosek o ponowne zbadanie sprawy brata. W efekcie w 1962 r. trybunał wojskowy orzekł o jego rehabilitacji.